# 鲁春林
鲁春林（1953年—），男，江苏丹阳人，中国天体物理学家，曾任中国科学院紫金山天文台党委书记、副台长、研究员，中国天文学会常务理事。